# Lê Duy Vỹ
Lê Duy Vĩ (chữ Hán: 黎維禕; 1745 - 1772), hay Lê Hựu Tông (黎佑宗), còn gọi là An Định Thái Tử (安定太子), là một Hoàng thái tử dưới thời nhà Lê Trung Hưng trong lịch sử Việt Nam.
Hoàng thái tử Vỹ là con trai của vua Lê Hiển Tông Lê Duy Diêu, được vua cha lập làm Thái tử vào năm 1764. Tuy nhiên ông bị truất ngôi và giết hại vì mâu thuẫn với người nắm giữ quyền chính là chúa Trịnh Sâm. Về sau con trai ông là Lê Duy Khiêm được nối ngôi vua, đó chính là vua Lê Chiêu Thống.

## Thân thế và cuộc sống ban đầu
Theo ngọc phả nhà Lê, Hoàng thái tử Duy Vỹ là đích thứ tử của Hoàng đế Lê Hiển Tông, chào đời năm 1745 (tức Lê Cảnh Hưng năm thứ 6) tại kinh thành Thăng Long. Mẹ đẻ của ông là bà phi Trần Thị Câu, người làng Trâm, huyện Lôi Dương, xứ Thanh Hoa; về sau được truy tặng là Trinh Thuận hoàng hậu. Bà Trần Thị Câu cũng là mẹ đẻ của Hoàng trưởng tử Lê Duy Lực (sinh năm 1743, mất sớm).
Khi Duy Vĩ chào đời cũng là những năm cuối cùng của triều Lê Trung Hưng, vua Lê chỉ giữ ngôi suông, còn tất cả quyền lực trong thiên hạ đều nằm trong tay họ Trịnh. Vua cha Lê Hiển Tông vốn nhờ chúa Trịnh Doanh mà được lên ngôi, vì thế càng khoanh tay rủ áo, không có ý chí giành quyền binh quyền.
Sử sách ghi nhận Thái tử Duy Vỹ như sau
"Thái tử dung mạo đẹp đẽ, thông minh từ thuở nhỏ. Tức giận vì nhà vua mất quyền, thường vẫn khảng khái nuôi chí thu phục lại quyền bính. Xem khắp kinh sử, yêu mến hiền sĩ, thần dân ai cũng quý mến

## Cuộc hôn nhân với Trịnh quận chúa
Bấy giờ ở trong phủ Chúa, bà Chính phi Nguyễn Thị Ngọc Vinh chỉ sinh được Tiên Dung quận chúa Trịnh Thị Ngọc Nhuận, không có con trai, mà Thế tử Trịnh Sâm là con của người Cung tần khác. Bà phi lo sợ rằng sau khi Chúa mất sẽ bị mất quyền thế, nên muốn nhờ vào thế lực của Nội điện, để con gái mình trở thành mẫu nghi thiên hạ. Chúa Trịnh cũng theo ý đó, bèn đem gả Quận chúa cho Thái tử Vỹ. Tháng 9 năm Cảnh Hưng thứ 20 (1759), hai người cử hành lễ đính hôn.
Đính hôn chưa tới một năm thì đến tháng 7 năm Cảnh Hưng thứ 21 (1760), bà Quận chúa Ngọc Nhuận tạ thế. Sau khi khâm liệm, truy sách làm Hoàng thái tử phi. Lễ thành phục (mặc đồ tang phục tưởng nhớ sau khi tạ thế 4 ngày) làm ở dinh bà Liêu công phu nhân là bảo mẫu của quận chúa.
Tháng giêng năm Cảnh Hưng thứ 25 (1764), vua Lê Hiển Tông hạ chiếu lập ông làm Hoàng thái tử.

## Tranh chấp trong cung đình
Bấy giờ Thế tử nhà Chúa là Tĩnh Quốc công Trịnh Sâm vẫn ngầm ghen ghét với Thái tử. Vụ việc căng thẳng xảy ra trong một bữa ăn ở phủ chúa. Có một năm, gặp ngày tết, phủ Chúa có tiệc yến hội, phân biệt tôn ti mà dọn làm hai cỗ, Thái tử được ngồi ở trên giải chiếu đến năm trùng, còn Thế tử ngồi ở dưới, giải chiếu chỉ có ba trùng. Bà Chính phi - mẹ vợ của Thái tử, bước ra nói rằng
Hai quan nhân tuy thân là anh em, nhưng nghĩa là vua tôi, nên tuy ở trong gia đình, cũng không nên bỏ mất cái lễ tôn ti.
Thế tử nghe nói giận lắm, không hề ăn đến thứ gì, chỉ lẻn cầm một đôi đũa bạc ra, bẻ gãy mà thề cùng thái tử rằng
Mai sau tao cầm chính trước, mà mày còn là thái-tử, thì mày sẽ hóa thành cái xác lúa.
Duy Vỹ cũng đáp
Mai sau tao lên ngôi vua trước mà mày hãy còn là thế-tử, thì mày sẽ hóa ra cỏ mục.
Hai bên cùng cãi nhau đều có lòng muốn hãm hại lẫn nhau, nhưng chúa Trịnh chưa hề biết đến.

## Tai họa
Lúc Sâm lên ngôi chúa, bèn mưu cùng nội thần Hoàng Ngũ Phúc, Phạm Huy Đĩnh vu tội cho Thái tử. Khi ấy Sâm vu cho Thái tử thông dâm với cung nhân của Ân vương, chúng đem sự trạng tâu lên vua, xin bắt Thái tử giam lại. Sâm sai Phạm Huy Đĩnh đem thân binh vào điện bắt Thái tử. Trước đấy giếng núi Tam Sơn ở sau cung điện bỗng có tiếng vang như sấm, Thái tử tin thuật số, biết là tất sẽ bị nạn, nói để vua biết, vua cũng làm lễ cầu cho Thái tử thoát nạn. Đến bấy giờ Đĩnh đến, Thái tử biết tai họa đã xảy ra, Thái tử bèn trốn vào tẩm điện của vua. Đĩnh vào Đông cung tìm Thái tử không được, bèn vào thẳng điện đình kể tội trạng Thái tử và nói với vua rằng: "Tôi nghe Thái tử ẩn trong điện, xin bắt giao cho tôi!". Nhà vua ôm Thái tử hồi lâu không nỡ buông ra. Đĩnh cứ quỳ mãi ở dưới sân, Thái tử biết không thoát được, khóc lạy ở trước giường vua rồi ra chịu trói. Đĩnh đưa Thái tử về trong phủ Chúa, Sâm sai giam lại, tra kết thành án, bắt vua ký vào rồi phế Thái tử làm dân thường. Sau đó, Trịnh Sâm lại ép nhà vua lập người con thứ tư là Lê Duy Cận làm hoàng thái tử.
Dường như Thái tử Lê Duy Vĩ biết trước sẽ gặp nạn: “Trước đây giếng núi Tam Sơn ở sau cung điện bỗng có tiếng vang như sấm. Thái tử tin thuật số, biết là tất sẽ bị nạn, nói để vua biết. Vua cũng làm lễ cầu đảo cho Thái tử thoát nạn. Lúc bấy giờ Đĩnh đến, Thái tử biết tai họa đã xảy ra” . Sách Hoàng Lê nhất thống chí thì viết, trước điềm lạ ấy, “Thái tử dùng thuật số để bói, biết mình sắp gặp nạn”.

## Bị truất ngôi và bị giết
Tháng Tám năm đó, Trịnh Sâm lập con thứ 5 của vua Hiển Tông là Lê Duy Cận làm thái tử, quyền phế lập lại do cả tay chúa Trịnh. Vì lúc đó Duy Cận ra vào phủ chúa, thờ tự Thái phi Hoa Dung rất mực kính cẩn, bà chúa thích thế, Sâm cũng yên lòng mà lập làm Thái tử. Tháng 12 năm Tân Mão, Trịnh Sâm giết Duy Vĩ. Trước đó, Sâm có ý giết nhưng chưa tìm được cớ.
Đến nay, Hoàng Ngũ Phúc và Phạm Huy Đĩnh nhờ người khác tố cáo vu ra rằng "bọn Trần Trọng Lâm và Nguyễn Hữu Kỳ cùng với bọn gia khách của thái tử là cống sĩ Vũ Bá Xưởng và Tự thừa Lương Giản định mưu dấy quân, để cướp lấy thái tử ra khỏi ngục".
Rồi Huy Đĩnh đem việc ấy nói cho Sâm biết. Sâm hạ lệnh bắt đem trị tội. Lương Giản trốn, Bá Xưởng bị bắt, tra tấn nghiêm ngặt, lời cung của Bá Xưởng liên can cả đến Nguyễn Lệ. Lệ nói: 
"Thái tử là người sẽ nối ngôi vua sau này của một nước, nay không có tội gì mà bị giam cầm nhục nhã, thì định mưu cướp lấy thái tử đem ra là một việc nghĩa, nhưng thực tình tôi không được dự biết việc ấy. Nay nếu bức bách về sự khảo tả mà thú phục xằng, thì không phải là người có dũng khí, việc không mà nói có, thì không phải là người có nghĩa. Vả lại, việc này bảo là Lệ này tự định mưu, họa chăng còn có lý, chứ thái tử ở trong nhà giam, đến vợ con cũng không được ra vào, thì Lệ này từ đâu để yết kiến thái tử mà cùng nhau mưu tính được? Bây giờ chỉ có việc chết mà thôi, chứ Lệ này chả biết nói gì cả!".
Nguyễn Lệ bị khảo đả, nát hết da thịt mà vẫn không thay đổi lời khai. Huy Đĩnh tự dựng thành bản án dâng lên. Sâm sai Huy Đĩnh thắt cổ giết thái tử, lại giết cả bọn Nguyễn Lệ và Bá Xưởng nữa.
Sau đó, Trịnh Sâm sai Phạm Huy Đĩnh trực tiếp thắt cổ giết Thái tử, sách Hoàng Lê nhất thống chí cho hay: 
“Ngày hành hình, bầu trời tự nhiên tối tăm, giữa ban ngày mà chỉ cách nhau gang tấc cũng không trông rõ. Chừng hơn một khắc mới lại sáng sủa. Già, trẻ, trai, gái trong thiên hạ, không ai là không rơi nước mắt. Họ đều cho rằng đó là việc trái ngược nhất, bi thảm nhất từ xưa đến nay. Hôm ấy nhằm ngày 20 tháng 12 năm Tân Mão, niên hiệu Cảnh Hưng (1771)”.
Sau khi bắt giam vợ con của Thái tử nhốt vào ngục, Trịnh Sâm còn ra lệnh giết nhiều người thân cận của Thái tử và những quan lại chống đối. Các con của Duy Vĩ, cháu của Hiển Tông là Lê Duy Khiêm, Lê Duy Trù và Lê Duy Chi cũng bị bắt giam ở ngục Đề Lãnh.
Quá đau xót trước cái chết của người con trai tài hoa nhưng yểu mệnh của mình.vua Lê Hiển Tông đã truy thụy cho thái tử Duy Vĩ là: An Định Thái tử (安亭泰圖) với ý nghĩa: Thái tử an tâm mà ngủ.
Sau khi con trai của cố Thái tử Duy Vĩ lên ngôi, tức là Lê Mẫn Đế, Thái tử Duy Vĩ được truy tôn làm Diên hoàng đế (延皇帝), miếu hiệu là Hựu Tông (佑宗).